# Brandon, Florida
Brandon är en ort strax utanför Tampa i Hillsborough County, Florida. Vid folkräkningen 2000 hade orten en folkmängd på 77 895 invånare. 2007 hade folkmängden ökat till 90 470, en ökning på 16,1%. I Brandon ligger köpcentrumet Westfield Shopping Center Mall (tidigare Brandon Town Center).